# Stone Fury
Stone Fury foi uma banda americana de rock formada em 1983 em Los Angeles. A banda foi criada por Bruce Gowdy e Lenny Wolf.
Com seu álbum de estreia, "Burns Like a Star", a banda conseguiu uma faixa de destaque, "Break Down the Walls". Um segundo álbum foi lançado, mas a falta de sucesso fez com que Wolf retornasse para a Alemanha. Mais tarde ele formou a banda Kingdom Come, e Gowdy formou o World Trade.